# IC 5207
IC 5207 ist eine Balken-Spiralgalaxie vom Hubble-Typ SBc im Sternbild Tukan am Südsternhimmel. Sie ist schätzungsweise 303 Millionen Lichtjahre von der Milchstraße entfernt und hat einen Durchmesser von etwa 135.000 Lichtjahren.
Im selben Himmelsareal befinden sich u. a. die Galaxien IC 5197, IC 5205, IC 5213 und IC 5218. 
Das Objekt wurde am 16. Juli 1904 vom US-amerikanischen Astronomen Royal Harwood Frost entdeckt.